# Anglesqueville-l'Esneval
Pour les articles homonymes, voir Anglesqueville et Esneval.
Anglesqueville-l'Esneval est une commune française située dans le département de la Seine-Maritime en région Normandie.

## Géographie

### Localisation
Commune du pays de Caux, située dans le canton d'Octeville-sur-Mer.

### Communes limitrophes

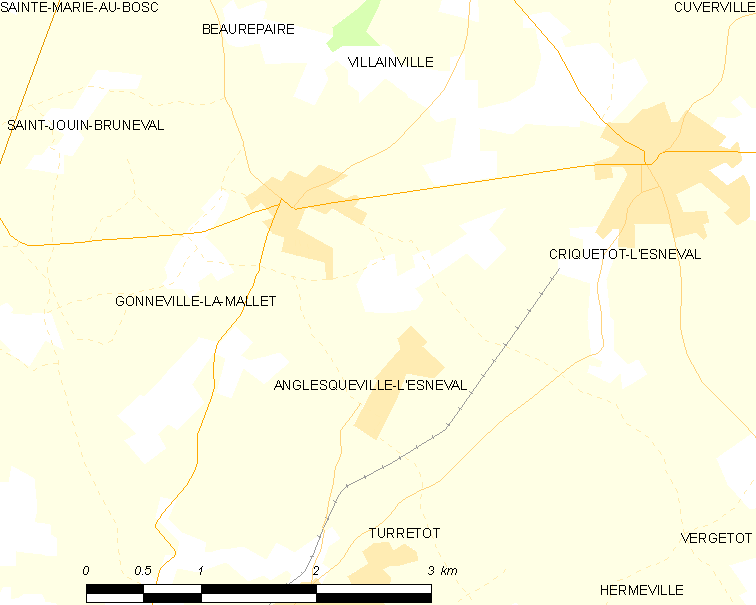
Carte de la commune.
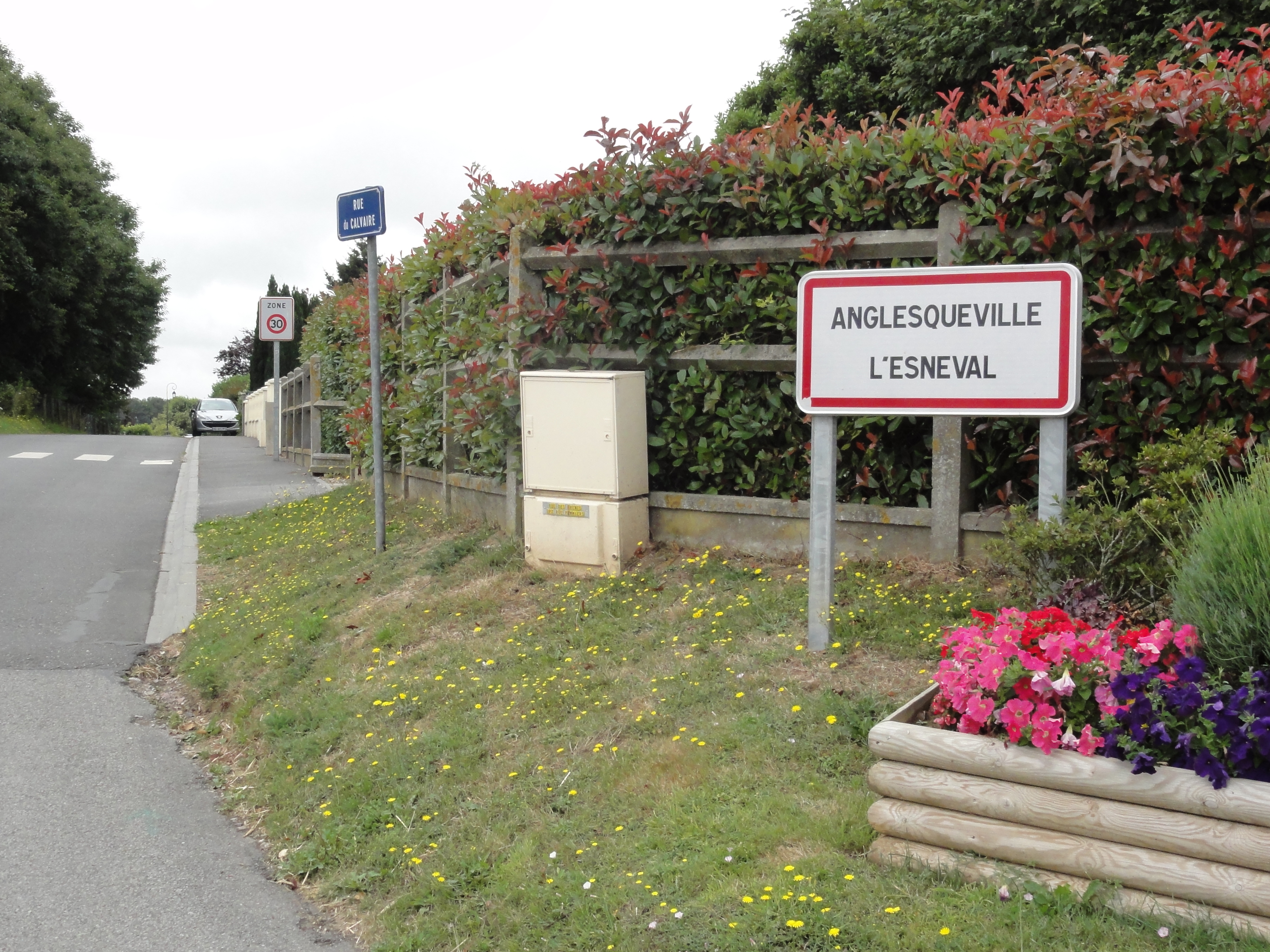
Entrée de l'agglomération.

### Hydrographie
La commune est située dans le bassin Seine-Normandie. Elle n'est drainée par aucun cours d'eau.

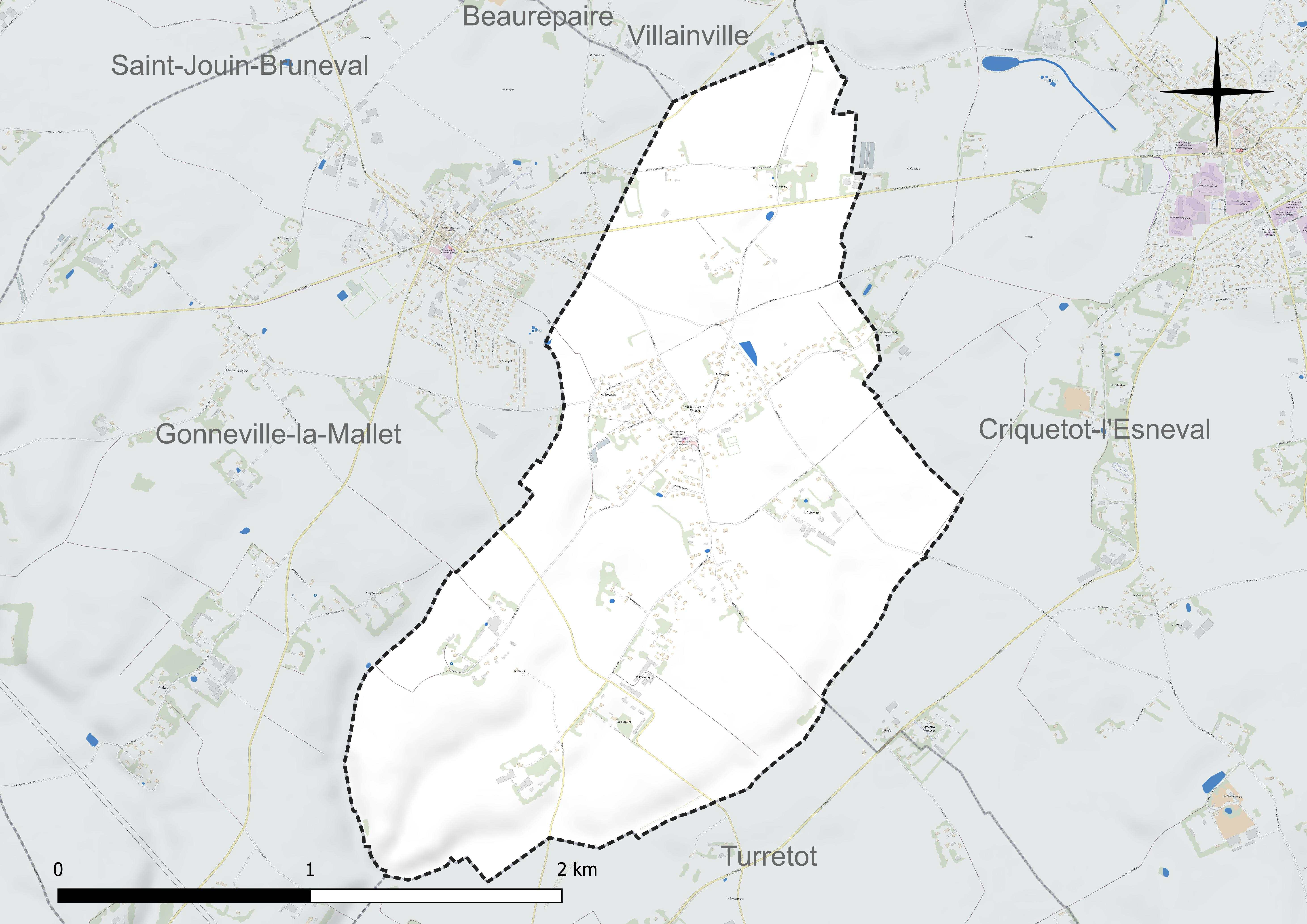
Réseau hydrographique d'Anglesqueville-l'Esneval.

### Climat
Pour des articles plus généraux, voir Climat de la Normandie et Climat de la Seine-Maritime.
En 2010, le climat de la commune est de type climat océanique franc, selon une étude du CNRS s'appuyant sur une série de données couvrant la période 1971-2000. En 2020, Météo-France publie une typologie des climats de la France métropolitaine dans laquelle la commune est exposée à un climat océanique et est dans la région climatique Côtes de la Manche orientale, caractérisée par un faible ensoleillement (1 550 h/an) ; forte humidité de l’air (plus de 20 h/jour avec humidité relative > 80 % en hiver), vents forts fréquents. Parallèlement le GIEC normand, un groupe régional d’experts sur le climat, différencie quant à lui, dans une étude de 2020, trois grands types de climats pour la région Normandie, nuancés à une échelle plus fine par les facteurs géographiques locaux. La commune est, selon ce zonage, exposée à un « climat maritime », correspondant au Pays de Caux, frais, humide et pluvieux, légèrement plus frais que dans le Cotentin.
Pour la période 1971-2000, la température annuelle moyenne est de 10,1 °C, avec une amplitude thermique annuelle de 12,7 °C. Le cumul annuel moyen de précipitations est de 1 001 mm, avec 13,5 jours de précipitations en janvier et 8,9 jours en juillet. Pour la période 1991-2020, la température moyenne annuelle observée sur la station météorologique la plus proche, située sur la commune de Octeville-sur-Mer à 12 km à vol d'oiseau, est de 11,5 °C et le cumul annuel moyen de précipitations est de 790,7 mm,. Pour l'avenir, les paramètres climatiques de la commune estimés pour 2050 selon différents scénarios d’émission de gaz à effet de serre sont consultables sur un site dédié publié par Météo-France en novembre 2022.

## Urbanisme

### Typologie
Au 1er janvier 2024, Anglesqueville-l'Esneval est catégorisée commune rurale à habitat dispersé, selon la nouvelle grille communale de densité à sept niveaux définie par l'Insee en 2022.
Elle est située hors unité urbaine. Par ailleurs la commune fait partie de l'aire d'attraction du Havre, dont elle est une commune de la couronne,. Cette aire, qui regroupe 116 communes, est catégorisée dans les aires de 200 000 à moins de 700 000 habitants,.

### Occupation des sols
L'occupation des sols de la commune, telle qu'elle ressort de la base de données européenne d’occupation biophysique des sols Corine Land Cover (CLC), est marquée par l'importance des territoires agricoles (84,8 % en 2018), en diminution par rapport à 1990 (99,8 %). La répartition détaillée en 2018 est la suivante : 
terres arables (81,1 %), zones urbanisées (15,2 %), prairies (3,7 %). L'évolution de l’occupation des sols de la commune et de ses infrastructures peut être observée sur les différentes représentations cartographiques du territoire : la carte de Cassini (XVIIIe siècle), la carte d'état-major (1820-1866) et les cartes ou photos aériennes de l'IGN pour la période actuelle (1950 à aujourd'hui).

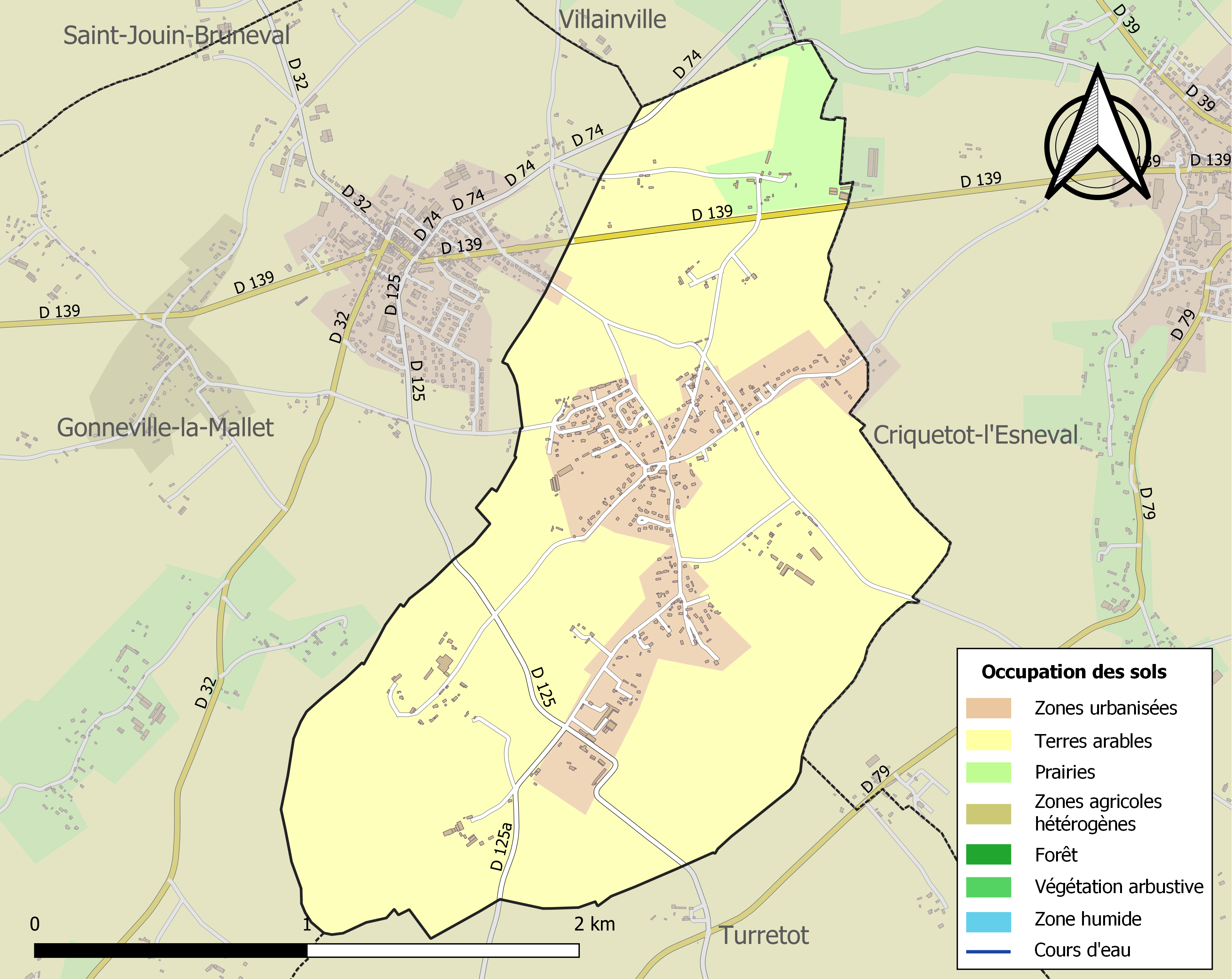
Carte des infrastructures et de l'occupation des sols de la commune en 2018 (CLC).

## Toponymie
Le nom de la localité est attesté sous les formes Anglica villa entre 1036 et 1044, Apud Engleskevillam juxta Monasterium Villare en 1192 (Archives départementales de la Seine-Maritime, 52 H — charte de Walt. de Néville), Gisl. de Engleschevilla (Arch. S.-M. 18 H — charte de Th. de Molinis, Arch. S.-M. 25 H) et G. de Engleskevilla fin XIIe siècle (Arch. S.-M. 54 H — charte de R. de Espovilla), Ecc. de Anglica villa juxta Criketot en 1207 (Arch. S.-M. G. Arch.), Anglica villa vers 1240 (H. Fr. XXIII, 279), Apud Anglicam villam entre 1248 et 1269 (Bonnin 800), Englesqueville en 1319 (Arch. S.-M. G 3267, 3268), Saint-Martin d'Englesqueville en 1324 (Arch. S.-M. G 1695), Anglesqueville l'Esneval en 1423 (Arch. S.-M. tab. Rouen), Saint Martin d'Anglesqueville en 1713 (Arch. S.-M. G 737), Anglesqueville en 1738 (Pouillés), Englesqueville ou Anglesqueville l'Esneval en 1788 (Dict.), Anglesqueville-l'Esneval en 1953 (Nom.).
Anciennement Englesqueville, comme tous les Anglesqueville de Haute-Normandie, équivalents des autres Englesqueville normands.
L'étymologie d'Anglesqueville est semblable à celles des autres lieux homonymes : voir Anglesqueville-la-Bras-Long.
D'après François de Beaurepaire, le déterminant complémentaire -L'Esneval est attesté à partir de 1419 et est emprunté à la famille d'Esneval, dont le fief d'origine est le château d'Esneval à Pavilly situé également en Seine-Maritime.

## Enseignement

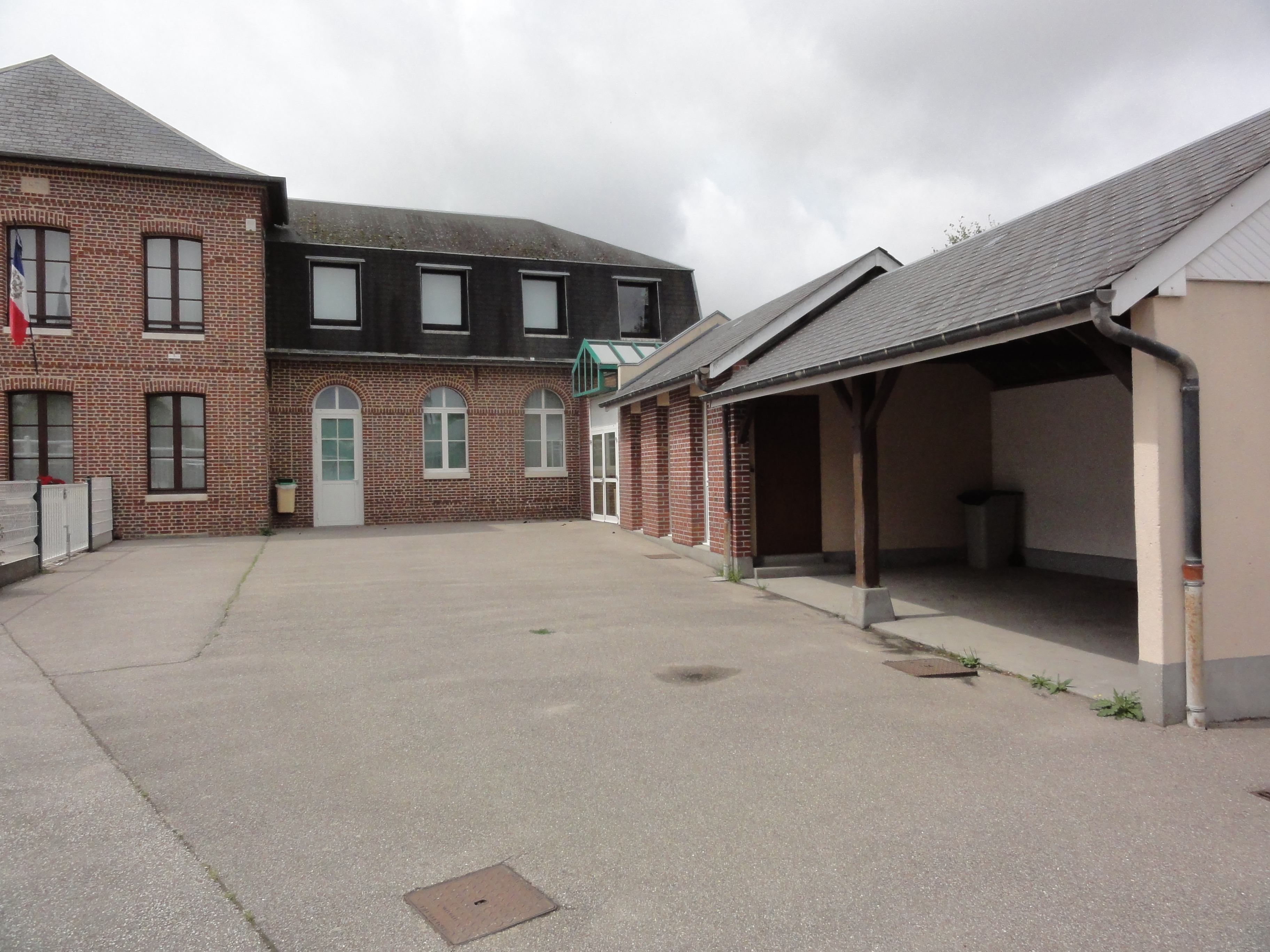
l'école.

## Politique et administration
| Période                                  | Période                    | Identité         | Étiquette | Qualité                                |
| ---------------------------------------- | -------------------------- | ---------------- | --------- | -------------------------------------- |
| Les données manquantes sont à compléter. |                            |                  |           |                                        |
| mars 2001                                | En cours (au 11 août 2020) | Patrick Lefebvre | DVG       | Employé Réélu pour le mandat 2020-2026 |

## Démographie
L'évolution du nombre d'habitants est connue à travers les recensements de la population effectués dans la commune depuis 1793. Pour les communes de moins de 10 000 habitants, une enquête de recensement portant sur toute la population est réalisée tous les cinq ans, les populations de référence des années intermédiaires étant quant à elles estimées par interpolation ou extrapolation. Pour la commune, le premier recensement exhaustif entrant dans le cadre du nouveau dispositif a été réalisé en 2004.

En 2022, la commune comptait 674 habitants, en évolution de +17,63 % par rapport à 2016 (Seine-Maritime : +0,35 %, France hors Mayotte : +2,11 %).
| 1793 | 1800 | 1806 | 1821 | 1831 | 1836 | 1841 | 1846 | 1851 |
| ---- | ---- | ---- | ---- | ---- | ---- | ---- | ---- | ---- |
| 393  | 450  | 486  | 495  | 543  | 547  | 538  | 506  | 503  |

| 1856 | 1861 | 1866 | 1872 | 1876 | 1881 | 1886 | 1891 | 1896 |
| ---- | ---- | ---- | ---- | ---- | ---- | ---- | ---- | ---- |
| 465  | 462  | 456  | 396  | 374  | 351  | 313  | 311  | 291  |

| 1901 | 1906 | 1911 | 1921 | 1926 | 1931 | 1936 | 1946 | 1954 |
| ---- | ---- | ---- | ---- | ---- | ---- | ---- | ---- | ---- |
| 282  | 294  | 298  | 265  | 244  | 256  | 250  | 251  | 243  |

| 1962 | 1968 | 1975 | 1982 | 1990 | 1999 | 2004 | 2006 | 2009 |
| ---- | ---- | ---- | ---- | ---- | ---- | ---- | ---- | ---- |
| 238  | 188  | 216  | 321  | 372  | 473  | 499  | 491  | 544  |

| 2014 | 2019 | 2022 | - | - | - | - | - | - |
| ---- | ---- | ---- | - | - | - | - | - | - |
| 525  | 648  | 674  | - | - | - | - | - | - |

## Culture locale et patrimoine

### Lieux et monuments
- Église Saint-Martin d'Anglesqueville-l'Esneval.
- Monument aux morts.
- Calvaire.

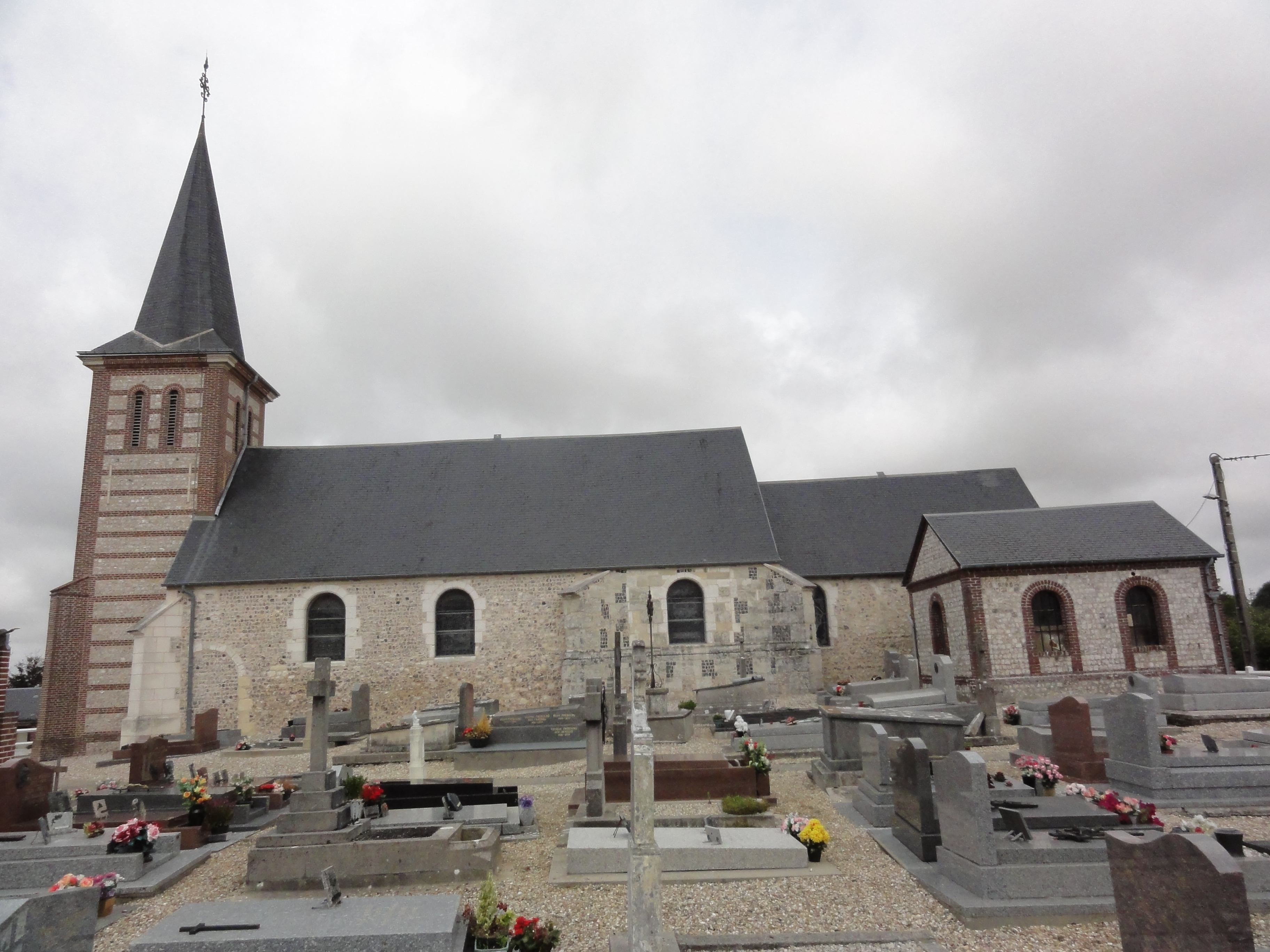
Église Saint-Martin.
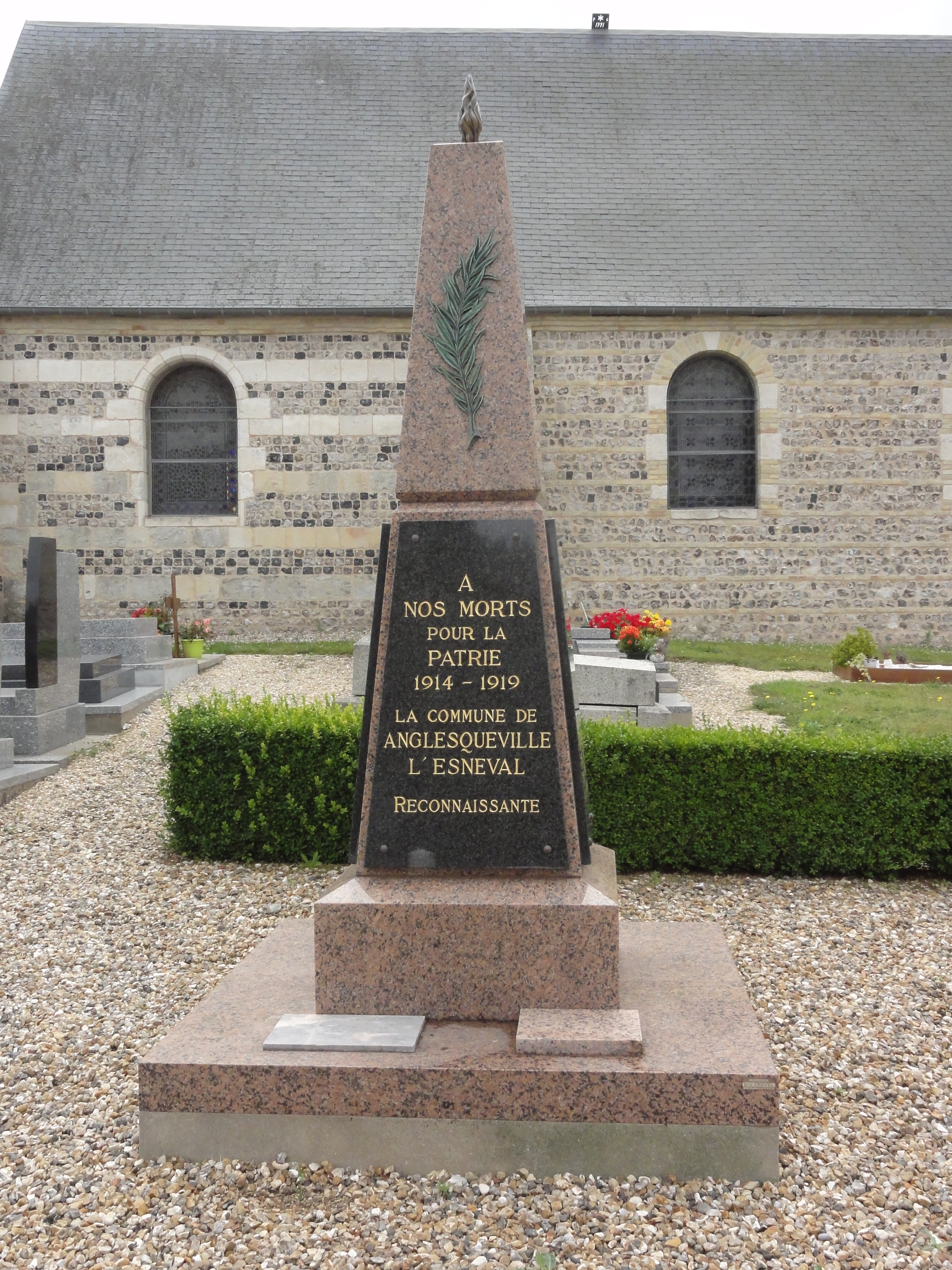
Monument aux morts.
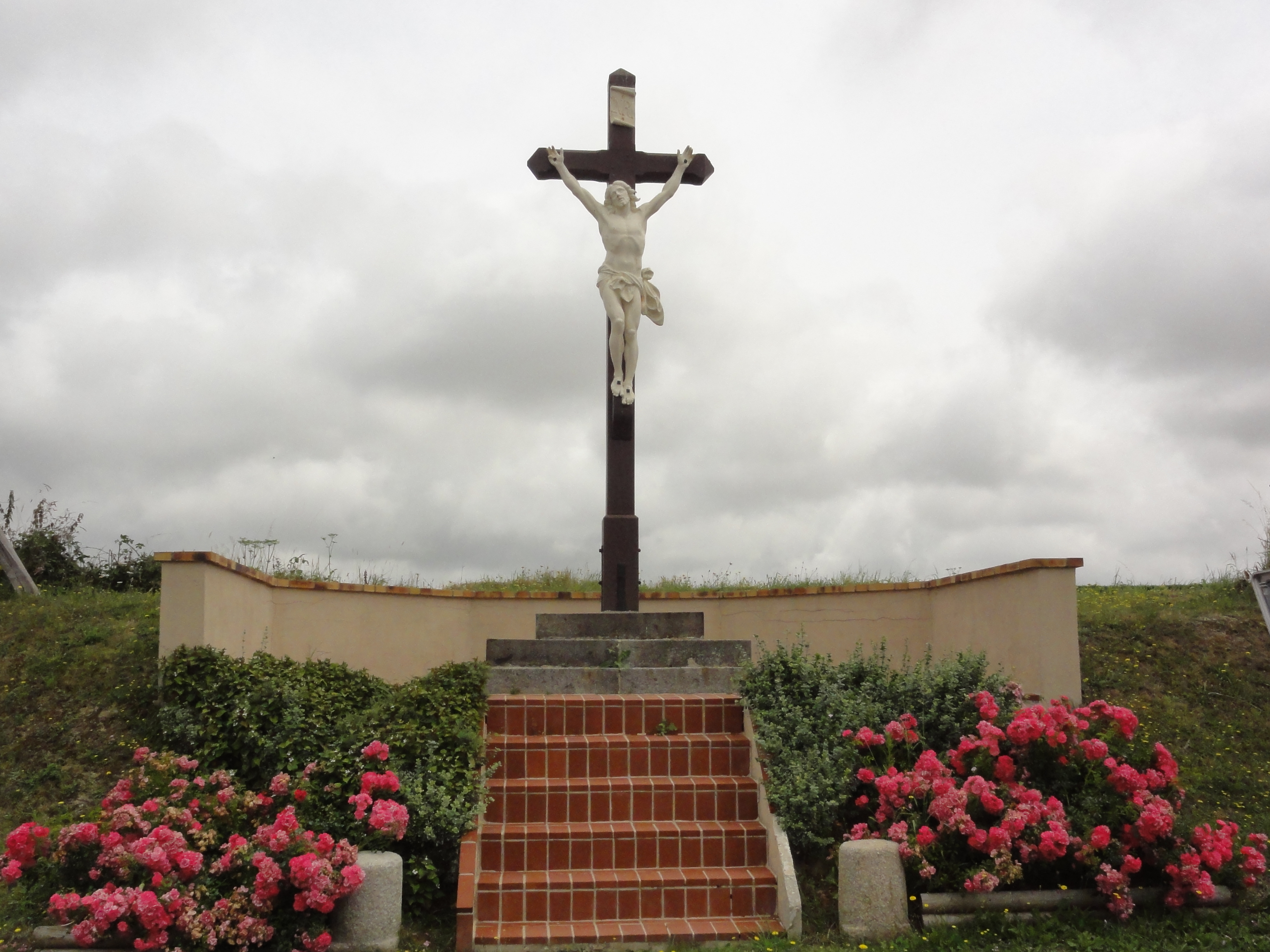
Calvaire.

### Héraldique
| Armes de Anglesqueville-l'Esneval | Les armes de la commune d'Anglesqueville-l'Esneval se blasonnent ainsi : Parti d'azur et de gueules, à un chevron d'or brochant accompagné en chef, à dextre d'une coquille, à senestre d'un lion et en pointe d'un fer de pique, le tout d'argent. |